# Bandcamp
Bandcamp – muzyczny sklep internetowy, jak również platforma do promocji przeznaczona głównie dla artystów niezależnych.
Bandcamp stał się popularny po tym, kiedy w lipcu 2010 roku Amanda Palmer, Low Places oraz Bedhed rozwiązali swoją wytwórnię muzyczną i zaczęli sprzedawać swoje albumy za pośrednictwem Bandcamp, promując się tylko na Twitterze.
Obecnie przez Bandcamp swoją muzykę sprzedają tacy artyści jak Ghostface Killah, U-God, RZA, Wu-Tang Clan, Martin „Youth” Glover, Amanda Palmer, Iza Lach, Kelli Ali. Na serwisie swoją muzyką dzielą się również twórcy niezależnych gier komputerowych, umieszczając na sprzedaż ścieżki dźwiękowe do swoich produkcji.
W 2015 Bandcamp uruchomił możliwość subskrypcji profili artystów lub wytwórni muzycznych. Po dokonaniu miesięcznej lub rocznej opłaty słuchacze mają dostęp do wszystkich nowych treści, całości lub części treści archiwalnych, jak również do treści specjalnych.
W 2022 serwis został przejęty przez Epic Games, z kolei w 2023 przez firmę Songtradr.

## Działanie serwisu
Artysta, który chce sprzedać swoją muzykę poprzez Bandcamp, posiada własną mikrostronę, na której zamieszcza albumy lub pojedyncze utwory. Wszystkie utwory można odsłuchać za darmo, a artysta decyduje, czy za ich pobranie należy zapłacić, czy nie. Serwis pobiera 15% od ceny zakupionej muzyki oraz 10%, jeśli zarobki za dany album przekroczą 5000 dolarów. Czasami w ramach tzw. „Bandcamp Friday” serwis rezygnował ze swoich dochodów. Serwis umożliwia również sprzedaż nośników fizycznych. Strona wspiera takie formaty jak .mp3, .flac, .acc, .ogg oraz .m4a.